# Sigmodontinae
De Sigmodontinae is een onderfamilie van knaagdieren die voorkomt in Amerika. De onderfamilie omvat de meeste muizen en ratten van de Nieuwe Wereld. De onderfamilies Neotominae (Noord- tot noordelijk Zuid-Amerika) en Tylomyinae (Midden-Amerika tot noordelijk Zuid-Amerika) werden tot voor kort ook tot de Sigmodontinae gerekend. In vroegere classificaties werden ze tot de hamsters (Cricetinae) gerekend.

## Kenmerken
Alle Sigmodontinae hebben de gemeenschappelijke tandformule van de Muroidea: ze hebben één voortand en drie kiezen, aan beide kanten en zowel aan de boven- als aan de onderkant. Daarnaast hebben ze een complexe penis (die eruitziet als een soort drietand). De Neotominae heeft dit kenmerk niet. Steppan (1995) gaf enkele andere mogelijke kenmerken van de Sigmodontinae als geheel. Naast de complexe penis zijn dat de volgende kenmerken: geen processus entoglossus op het os hyoides, een dubbele verbinding van de eerste rib met de zevende nekwervel en de eerste borstwervel, het os metatarsii V bereikt de verbinding tussen het os cuboides en de calcaneus niet, er is geen foramen entepicondylare in de humerus, maar wel een foramen supratrochleare, er zit een gat tussen de processus trochlearis en de facies articularis calcanei.

## Ecologie
De leden van de onderfamilie verschillen zeer sterk in leefgewoontes: van de semi-aquatische Ichthyomyini tot woestijnspecialisten als Salinomys. Ook zijn er grasetende vormen als Akodon, en verschillende insectenetende en omnivore geslachten. Er bestaan in bomen levende geslachten en ook gravende vormen.

## Verspreiding
De Sigmodontinae komen vooral voor in Zuid-Amerika. Ten noorden van de landengte van Panama komen alleen katoenratten (Sigmodontinae), Ichthyomyini, Oryzomyini en enkele Rhipidomys-soorten voor. Ze komen daar voor noordelijk tot New Jersey. In Zuid-Amerika komen de Sigmodontinae vrijwel overal voor, van zeeniveau tot 4400 m hoogte (Punomys). Op de Galápagoseilanden is een aantal endemische geslachten ontstaan, waarvan enkele soorten echter uitgestorven zijn. Op de Kleine Antillen kwam een aantal Oryzomyini voor; die zijn nu echter bijna allemaal uitgestorven. Daarnaast is er nog een geslacht dat voorkwam op het eiland Fernando de Noronha voor de noordoostkust van Brazilië, Noronhomys. Zelfs in het zuidelijkste deel van Zuid-Amerika, Vuurland en omliggende eilanden, komen nog Sigmodontinae voor: bepaalde leden van de Phyllotini, Abrotrichini en Oligoryzomys.

## Fossielen
Het oudste bekende fossiel van deze onderfamilie is Auliscomys formosus uit het Montehermosien (Vroeg-Plioceen) van de Argentijnse pampa's. Die pampa's zijn ook de plaats waar een groot deel van de bekende fossiele Sigmodontinae vandaan komt. Daarnaast zijn er veel soorten bekend uit Lagoa Santa (Minas Gerais, Brazilië), waar door Lund en Winge veel is gevonden tijdens de 19e eeuw. Buiten Argentinië, Chili, Paraguay, Uruguay en Zuid-Bolivia zijn er verder zeer weinig fossielen gevonden. Wel is er een aantal fossiele Oryzomyini bekend van de Kleine Antillen en de Galápagoseilanden. Uit Argentinië en Bolivia is een vrij groot aantal fossiele geslachten uit de Phyllotini bekend.

## Aankomst in Zuid-Amerika
Er bestaan drie verschillende hypothesen over wanneer de Sigmodontinae Zuid-Amerika, waar ze tegenwoordig hun grootste diversiteit bereiken, bereikten. Het wordt vrij algemeen geaccepteerd dat ze uit Noord-Amerika kwamen. Ook het feit dat de twee groepen die waarschijnlijk de zustergroep van de anderen vormen, de katoenratten en Ichthyomyini, meer in het noorden voorkomen, wijst daarop. De drie hypotheses zijn:
De vroege-aankomsthypothese, die zegt dat de Sigmodontinae voor het ontstaan van de landengte van Panama, zo'n 5 miljoen jaar geleden, in Zuid-Amerika aankwamen.
De late-aankomsthypothese, die zegt dat de Sigmodontinae na het ontstaan van de landengte van Panama in Zuid-Amerika aankwamen en daarna hun diversiteit ontwikkelden.
Een variant op de late-aankomsthypothese, die zegt dat de Sigmodontinae na het ontstaan van de landengte van Panama in Zuid-Amerika aankwamen, maar daarvóór al hun diversiteit ontwikkelden in Noord- en Midden-Amerika.
Tegen de vroege-aankomsthypothese pleit dat er geen fossiele Sigmodontinae ouder dan het Mioceen zijn gevonden, maar dat kan natuurlijk ook andere oorzaken hebben, en het feit dat de voorouders van de Sigmodontinae dan over zee moeten zijn gekomen. Tegen de late-aankomsthypothese pleit de enorme diversiteit van de Sigmodontinae vandaag de dag: het lijkt zeer onwaarschijnlijk dat die zich in vijf miljoen jaar heeft ontwikkeld. De eerste fossiele Sigmodontinae, uit het Plioceen, waren al sterk gespecialiseerde vormen. Dat pleit ook niet voor de late-aankomsthypothese. De variant op de late-aankomsthypothese lost die problemen op, maar het lijkt zeer onwaarschijnlijk dat alle geslachten van de Abrothrichini - een groep die alleen in de zuidelijke en centrale Andes voorkomt - zomaar apart van Midden-Amerika naar de Zuid-Andes zijn gewandeld. Daarom wordt de vroege-aankomsthypothese tegenwoordig meestal geaccepteerd, zeker nu de vrijwel volledig Noord- en Midden-Amerikaanse groepen Neotominae en Tylomyinae aparte onderfamilies zijn geworden, die waarschijnlijk niet direct aan de Sigmodontinae verwant zijn.

## Taxonomische geschiedenis

### Vroege geschiedenis
De eerste beschrijvingen van Sigmodontinae dateren uit 1814 (o.a. Sooretamys angouya en Hylaeamys megacephalus). De complete Sigmodontinae, Neotominae en Tylomyinae werden in de 19e eeuw eerst in Mus geplaatst en daarna in het geslacht Hesperomys, dat nu een synoniem van Peromyscus is. Sinds ±1885 worden de soorten in allerlei verschillende geslachten geplaatst. Oldfield Thomas heeft in de periode van ±1885-1925 vele soorten en geslachten beschreven, waarna Tate in 1932 de taxonomische
geschiedenis van vele geslachten uitzocht en de eerste classificatie van de hele groep voorstelde.

### Jaren '50 en 60
Na de Tweede Wereldoorlog werden de Sigmodontinae als een tribus (Hesperomyini, later Sigmodontini) binnen de onderfamilie Cricetinae gezien, die nu alleen nog de hamsters omvat. Vorontzov beschreef in 1959 de eerste namen van tribus (o.a. Phyllotini, Reithrodontini en Akodontini). In die tijd, ongeveer van 1955 tot 1966, heeft Philip Hershkovitz revisies van de Phyllotini en enkele geslachten geschreven, waarbij hij echter vaak veel te weinig soorten erkende (zo zou Calomys zo'n vier soorten hebben, Oligoryzomys één, Oecomys twee, enzovoorts). De Catálogo de los Mamiferos de América del Sur van Ángel Cabrera (gepubliceerd tussen 1958 en 1961) is zeer belangrijk als overzicht van alle toentertijd beschreven soorten, hoewel ook hij vaak minder soorten dan logischerwijs nodig was gebruikte en er veel typografische fouten in staan.

### Jaren '80
Door Reig (1980), Carleton (1980) en Carleton & Musser (1984) werd dit definitief naar de prullenbak verwezen. Reig legde ook de basis voor een groot deel van de huidige tribu binnen de Sigmodontinae, onder andere door de Wiedomyini te beschrijven. In 1982 werd de Thomasomyini beschreven door Steadman & Ray. In de tweede editie van Mammal Species of the World, uit 1993, gebruikten Musser & Carleton min of meer dezelfde taxonomie als hier, hoewel de Neotominae en Tylomyinae tot de Sigmodontinae werden gerekend, de Scapteromyini toentertijd nog werd opgenomen, de Abrothrichini nog deel van de Akodontini was, een aantal geslachten toen nog wel deel van de Thomasomyini vormde en een aantal geslachten incertae sedis werd genoemd.

### Jaren '90
Daarna kwamen de taxonomische ontwikkelingen in een stroomversnelling, bv. Steppan (1995), Voss (1993), Pacheco (2003), Voss & Carleton (1993), Smith & Patton (1999), Weksler (2003) en Musser et al. (1998). Door moleculaire technieken werd de traditionele indeling op zijn kop gezet. De Abrothrichini werd uit de Akodontini gehaald (Smith & Patton, 1999), en latere artikelen hebben de Scapteromyini in de Akodontini geplaatst en enkele geslachten verplaatst.
Er ontwikkelde zich ook een consensus-fylogenie voor de onderfamilie. De groep van Sigmodon en de Ichthyomyini komt voornamelijk voor in de noordelijke helft van Zuid-Amerika, Midden-Amerika en zelfs Noord-Amerika. De "restgroep" is Oryzomyalia gedoopt. De Oryzomyini staat aan de basis van die groep. Het is het enige tribus van de Oryzomyalia met een grote verspreiding in Midden-Amerika; de rijstrat (Oryzomys palustris) komt zelfs in Noord-Amerika voor. Alle andere soorten komen niet noordelijker dan Colombia voor, met uitzondering van enkele Rhipidomys-soorten die in Oost-Panama voorkomen.

## Indeling
De Sigmodontinae omvat de volgende geslachtengroepen en geslachten:
- Abrotrichini: Abrothrix, Chelemys, Geoxus, Notiomys en Paynomys.
- Akodontini: Akodon, Bibimys, Blarinomys, Brucepattersonius, Castoria, Deltamys, Gyldenstolpia, Juscelinomys, Kunsia, Lenoxus, Necromys, Oxymycterus, Podoxymys, Scapteromys, Thalpomys en Thaptomys.
- Andinomyini: Andinomys en Punomys.
- Euneomyini: Euneomys, Irenomys en Neotomys.
- Ichthyomyini: Anotomys, Chibchanomys, Daptomys, Ichthyomys, Neusticomys en Rheomys.
- Neomicroxini: Neomicroxus
- Oryzomyini: Aegialomys, Amphinectomys, Antillomys, Casiomys, Cerradomys, Drymoreomys, Eremoryzomys, Euryoryzomys, Handleyomys, Holochilus, Hylaeamys, Lundomys, Megalomys, Megaoryzomys, Melanomys, Microakodontomys, Microryzomys, Mindomys, Neacomys, Nectomys, Nephelomys, Nesoryzomys, Noronhomys, Oecomys, Oligoryzomys, Oreoryzomys, Oryzomys, Pattonimus, Pennatomys, Pseudoryzomys, Scolomys, Sigmodontomys, Sooretamys, Tanyuromys, Transandinomys en Zygodontomys.
- Phyllotini: Andalgalomys, Auliscomys, Calassomys, Calomys, Eligmodontia, Galenomys, Graomys, Loxodontomys, Phyllotis, Salinomys en Tapecomys.
- Reithrodontini: Reithrodon.
- Rhagomyini: Rhagomys.
- Sigmodontini: Sigmodon.
- Thomasomyini: Aepeomys, Chilomys, Rhipidomys en Thomasomys.
- Wiedomyini: Juliomys, Phaenomys, Wiedomys en Wilfredomys.
- Incertae sedis: Abrawayaomys, Chinchillula, Cordimus en Delomys.